# Amalrico III de Monforte
Amalrico III de Monforte (1063 — 1137) foi o 7º senhor de Monforte a partir de 1101, sucedendo a seu irmão Simão II. Foi também conde de Évreux, a partir de 1118, sucedendo a seu tio materno Guilherme de Évreux.

## Relações Familiares
Foi filho de Simão I de Montfort e sua segunda esposa Inês de Évreux.
Casou-se duas vezes, a primeira vez a 1115 com Riquilda de Hainaut, (c. 1095-após 1118), filha de Balduíno II de Hainaut, conde de Hainaut e de Ida de Louvain. Divorciaram-se a 1118. Sem descendência.
Segunda vez, casou-se com Inês de Garlande, filha de Anselmo de Garlande (1069 - 1118, conde de Rochefort por casamento e senescal da França entre 1108-1118, e Inês de Rochefort, condessa de Rochefort-en-Yvelines, senhora de Gournay-sur-Marne e de Gometz. Tiveram:
1. Amalrico IV de Monforte[4] (? - 1140)
2. Simão III de Monforte (1118-1181), que foi conde de Évreux e senhor de Montfort-l'Amaury, a partir de 1140, sucedendo a seu irmão Amalrico IV.
3. Inês de Monforte (? - 1181), casada a 1141 com Valerano de Beaumont, conde de Meulan.